# 蒋孟引
蒋孟引（1907年—1988年），原名德恒，号百幻，男，湖南新宁人，中国历史学家。